# Li Čunšju
Li Čunšju (kitajsko: 李春秀; pinjin: Li Chunxiu), kitajska atletinja, * 13. avgust 1969, Ljudska republika Kitajska.
Nastopila je na poletnih olimpijskih igrah leta 1992, kjer je osvojila bronasto medaljo v hitri hoji na 10 km. Na azijskih prvenstvih je osvojila srebrno medaljo leta 1993.